# Чёриков, Пётр Игнатьевич
Пётр Игнатьевич Чёриков (1911 год, хутор Среднецарицынский, Усть-Медведицкий округ — дата и место смерти неизвестны) — председатель колхоза «Заветы Ленина» Серафимовичского района Сталинградской области. Герой Социалистического Труда (1958).

## Биография
Родился в 1911 году в крестьянской семье на хуторе Среднецарицынский. В раннем возрасте осиротел и воспитывался сестрой. Подростком занимался батрачеством. В 1928 году окончил ликбез и позднее — восьмилетнюю школу в родном хуторе. В 1929 году вступил в колхоз «Красный Октябрь» на хуторе Среднецарицынский. В 1930 году окончил курсы трактористов. Трудился трактористом на Фоминской МТС. В 1933 году был призван на срочную службу в Красную Армию. После возвращения из армии в 1935 году был назначен бригадиром трактористов на Фоминской МТС. В 1936 году избран председателем колхоза «Красный Октябрь» Серафимовичского района.
В 1941 году призван на фронт. Участвовал в сражениях при обороне Кавказа. В 1946 году демобилизовался и возвратился в родной хутор, где продолжил работать председателем колхоза «Красный Октябрь». Вывел колхоз в число передовых сельскохозяйственных предприятий Сталинградской области. В 1948 году колхоз стал миллионером. После объединения колхозов в 1952 году стал председателем колхоза «Заветы Ильича».
В 1958 году, несмотря на сложные погодные условия, колхоз «Заветы Ильича», собрал высокий урожай зерновых. Указом Президиума Верховного Совета СССР от 20 ноября 1958 года за выдающиеся успехи, достигнутые в деле увеличения производства зерна и других продуктов сельского хозяйства удостоен звания Героя Социалистического Труда с вручением ордена Ленина и золотой медали «Серп и Молот».
Неоднократно участвовал во Всесоюзной выставке ВДНХ в Москве. Руководил колхозом до выхода на пенсию в 1972 году. Будучи пенсионером, в течение пяти лет был председателем сельского совета.

## Награды
- Орден Ленина — дважды (8.04.1971; 1973)
- Медаль «За оборону Кавказа»